# Mainvilliers (Loiret)
Mainvilliers település Franciaországban, Loiret megyében. Lakosainak száma 266 fő (2018. január 1.). Mainvilliers Brouy, Audeville, Césarville-Dossainville, Nangeville, Orveau-Bellesauve és Blandy községekkel határos.

## Népesség
A település népességének változása:
| Lakosok száma | 242  | 201  | 200  | 242  | 234  | 232  | 239  | 249  | 267  | 266  |
|               | 1962 | 1968 | 1982 | 1990 | 1999 | 2008 | 2011 | 2013 | 2017 | 2018 |